# Gäddevatten
Gäddevatten är en sjö i Göteborgs kommun i Västergötland och ingår i Göta älvs huvudavrinningsområde. Sjön är 17 meter djup, har en yta på 0,16 kvadratkilometer och är belägen 106,1 meter över havet. Gäddevatten ligger i Vättlefjäll Natura 2000-område.

## Delavrinningsområde
Gäddevatten ingår i det delavrinningsområde (641776-127767) som SMHI kallar för Utloppet av Gäddevatten. Medelhöjden är 114 meter över havet och ytan är 0,65 kvadratkilometer. Det finns inga avrinningsområden uppströms utan avrinningsområdet är högsta punkten. Vattendraget som avvattnar avrinningsområdet har biflödesordning 2, vilket innebär att vattnet flödar genom totalt 2 vattendrag innan det når havet efter 23 kilometer. Avrinningsområdet består mestadels av skog (76 procent). Avrinningsområdet har 0,16 kvadratkilometer vattenytor vilket ger det en sjöprocent på 24,5 procent.

## Bilder

Gäddevatten
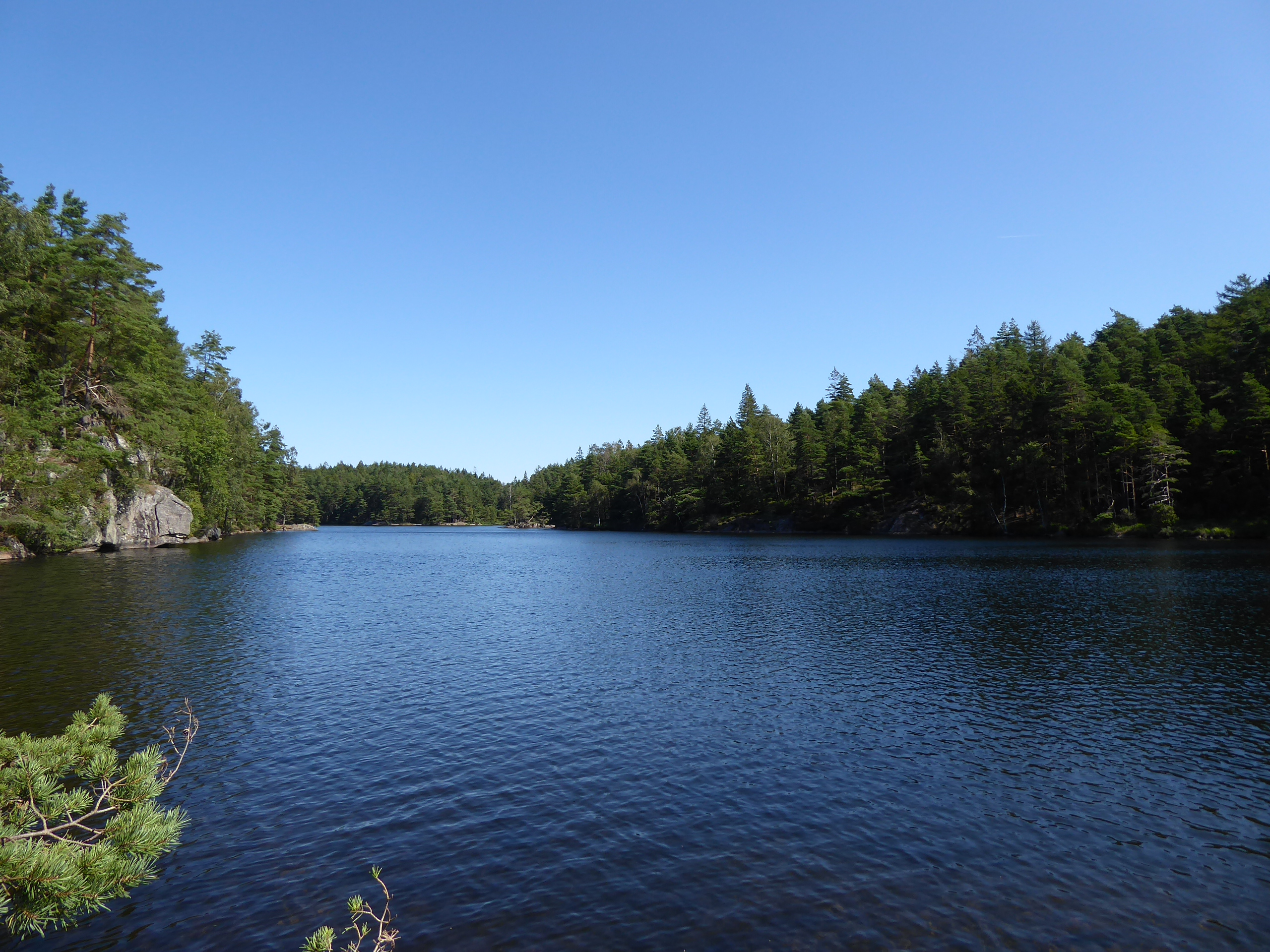
Gäddevatten från sydväst i juli 2024.
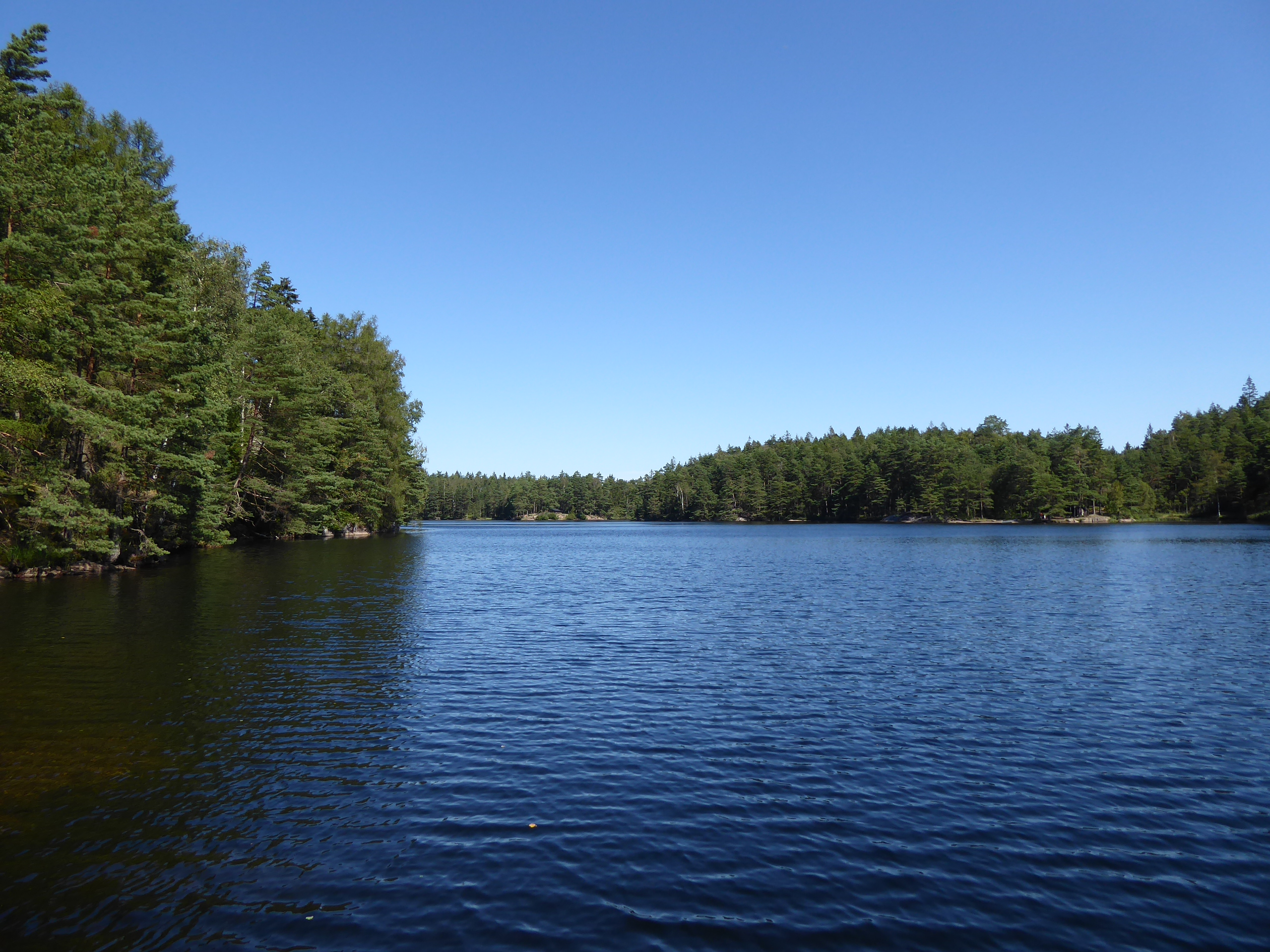
Gäddevatten västerifrån i juli 2024.
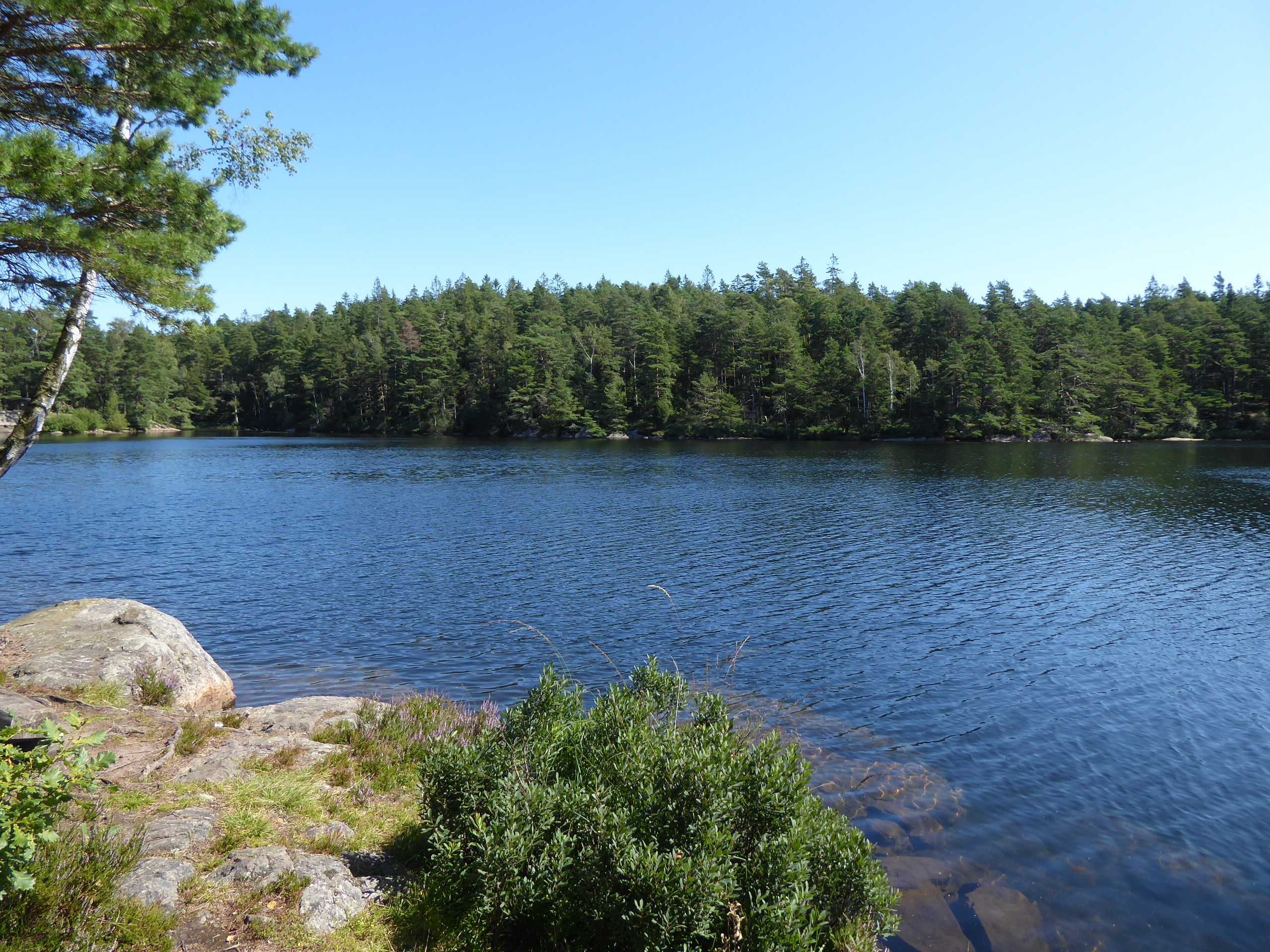
Gäddevatten från nordväst i juli 2024.